# Fighter (musikalbum)
Fighter är första studioalbumet med musikgruppen State of Drama. Albumet släpptes den 6 mars 2013.

## Låtlista
| Nr  | Titel                   | Längd |
| --- | ----------------------- | ----- |
| 1.  | Can't Find You Anywhere | 3:22  |
| 2.  | While The Heavens Fall  | 3:52  |
| 3.  | Falling                 | 3:05  |
| 4.  | Fighter                 | 4:02  |
| 5.  | Love 4Money             | 3:41  |
| 6.  | Legendary               | 3:45  |
| 7.  | Are We Still OK?        | 4:05  |
| 8.  | Rain                    | 4:03  |
| 9.  | Go                      | 3:32  |
| 10. | Maybe                   | 3:54  |
| 11. | All Of My Life          | 3:43  |